# 盧乙
盧乙（： Noh Eul，1989年5月10日—)，韓國女歌手，女子组合Rainbow成員，現為Good Luck Entertainment正式簽約藝人。
2009年11月由DSP Media花了4年的時間培養出來的女子組合Rainbow成員之一。2016年11月12日，隨著Rainbow全體成員不再與DSP Media續約、團體活動正式結束。
其後，盧乙於2020年與Good Luck Entertainment正式簽約。

## 簡歷
名字「盧乙」（노을），韓文意思為「晚霞」。宿舎中與丞芽、佑麗同房，佑麗下鋪盧乙上鋪。家庭成員包括父母及妹妹盧雅拉，是韓國網路紅人。
盧乙因參加SS501的面試而被DSP經紀人發掘，其後通過面試成為練習生，經過四年練習生訓練後才正式出道。
2016年10月28日，DSP發表聲明，Rainbow全體不再續約。29日，Rainbow成員透過Instagram發佈手寫信貼圖，表達對女團解散的感想、以及感謝歌迷一直支持同年12月2日，盧乙獲得「韓國裱花蛋糕協會(IFCA, 全名International Flower Cake Association)」頒發一等級高級學徒證書

## 個人作品

### MV出演
- 2008年 SS501 《A Song Calling for you （页面存档备份，存于）》

### 電視劇
- 2010年 SBS 大物(客串)
- 2012年 MBC越空仁醫飾 蓮心(配角)
- 2014年 SBS 心情好的日子 飾 惠美(客串)
- 2018年 tvN 《美味：沉醉於美味》 飾 鄭書賢
- 2022年 SBS 社內相親 飾 《加油！金熙》中的申金熙

### 綜藝節目

#### 2013年
| 日期            | 電視台 | 節目名稱      |
| 1月25日-2月1日  | SBS    | 電波王        |
| 8月26日-9月27日 |        | Hip Hop Class |

#### 2014年
| 日期             | 電視台 | 節目名稱                                |
| 7月12日、7月19日 |        | 偶然相遇旅遊趣(TVB版本名為「浪遊東西」) |
| 9月7日、9月14日  |        | 出發夢之隊2                             |

### 外部連結
- 盧乙的X（前Twitter）
- 盧乙的Instagram帳戶
- 盧乙的新浪微博
- 盧乙歌迷網頁
- 盧乙的Cyworld （页面存档备份，存于）
- 盧乙愛犬「幸福」的專題Blog （页面存档备份，存于）